# مهندسی طلاسازی

## تاریخچه
در ادبیات هنری می‌توان به دفعات کارهای طلاسازی مشابه و مشهوری را مشاهده نمود. از این رو بی‌مناسبت نیست در اینجا از نمونه‌هایی که معروفیت کمتری دارند ولی در کنار کیفیت طراحی هنر دست در آن‌ها جلوه خاصی به آن‌ها داده‌است نیز سخن به میان آوریم. با توجه به اینکه اساس تکنیک‌های طلا و جواهرسازی در طول قرن‌ها ثابت مانده‌است. زیورآلات قدیم نیز مثال‌های کاربردی برای روش‌های تولید مورد بحث در اینجا را تشکیل می‌دهند. فقط جواهرات نفیس در گنجینه‌های معروف نیستند که انسان را به شگفتی وامی‌دارند بلکه گاهی کارهای هنری قدیمی موجود در کلیساهای روستایی و موزه‌های محلی نیز ارزش دیدن را دارند.
تاریخ زیور آلات را می‌توان تا دوران ما قبل تاریخ نیز دنبال نمود. تا قبل از ۲۰۰۰۰ سال پیش هیچ محصول طبیعی کار شده به عنوان چیزی که امروزه به آن زیور آلات گفته شود مورد استفاده قرار نمی‌گرفت. هر چند ممکن است جنبه‌های زیبایی و لذت بردن از زیورآلات نقش داشته‌است. اما در جدال سخت برای بقاء و در برخورد با نیروهای طبیعت چاره‌ای جز قناعت به آنچه برای زندگی ضروری است نبود از این رو چیزی که امروزه به آن زیورآلات گفته می‌شود متناسب با دیدگاه هر دوره دارای عملکرد منحصر به فرد نیاز زندگی بوره‌است:
1. زنجیرهایی از جنس استخوان دندان و چنگال حیوانات برای جادوی شکار ضروری بوده‌است.
2. طلسم‌ها به منظور حفاظت بدن از نیروهای موهوم طبیعت به کار گرفته می‌شدند و می‌بایستی ارواح خبیث را دور نمایند.

مهارت‌ها و تجربیات به دست آمده در تولید ابزار برای تزئین استخوان کهربا و سنگ با موضوعات حکاکی شده و حتی طراحی اشکال مجسم از این مواد مورد استفاده قرار گرفتند.
همین‌که انسان‌ها در تقریباً ۶۰۰۰ سال قبل آموختند که چگونه با فلز کار کنند بهره‌وری کار به میزان زیادی افزایش یافت. با تقسیم کار به دامداری کشاورزی و پیشه‌وری امکان آن به‌وجود آمد که هر کس بیشتر از حد نیاز خود تولید کند. دیگر ضرورتی برای تولید دسته‌جمعی نبود.
هر آنچه از فلز بود مانند ابزارها سلاح‌ها و نیز زیورآلات توسط یک آهنگر ساخته می‌شد. پیشرفت فزاینده روش‌های فلزکاری و افزایش تنوع روش‌های صنعتگری منجر به رشد تخصص صنعتگران و فلز کاران گردید و در این میان رفته رفته آهنگران و طلاسازانی به وجود آمدند که تخصص آن‌ها ساخت زیورآلات و وسایل تزیینی از طلا نقره مس برنز و آهن بود.
با توجه به اینکه فرایند تخصصی شدن در یک زمان طولانی در میان فرهنگ‌ها و در زمان‌های گوناگون اتفاق افتاد نمی‌توان گفت از چه زمانی طلاسازی به وجود آمده‌است.
در دوره ابتدایی آهن یعنی تقریباً ۳۰۰۰ سال قبل نیروهای تولیدی آنچنان گسترش یافتند که ایجاد یک تولید چندگانه ممکن گردید و ارزش آن را داشت که اسیران جنگی زنده بمانند و به تمدن‌های باستانی در محدوده دریا مدیترانه گسترش یافتند.
با توجه به اینکه وابستگان قشرهای فوقانی خواهان تظاهر و نمایش خارجی موقعیت اجتماعی خود بودند. لباسهای آن‌ها زرق و برق بیشتری به خود می‌گرفت و این قشرها با زیور آلات گرانقیمت جایگاه خود را به نمایش می‌گذاشتند.
به این ترتیب جواهر و زیورآلات دارای یک عملکرد مهم و جدیدی به عنوان نشانه‌ای از شان حاکم گردید ولی عملکرد جادویی آن همچنان بدون تغییر باقی ماند. وابستگان قشرهای فوقانی جامعه در سطوح مختلف مشتریان اصلی طلاسازان بودند. این قشرها با سفارش‌ها خود موجودیت و معیشت این صنعتگران را تأمین می‌نمودند و با خواسته‌های خود حتی محتوی و شکل زیورآلات و وسایل تزیینی از فلزات گرانقیمت را تعیین می‌کردند.
در تمدن‌های کهن شرق یعنی در خاور نزدیک و مصر صنعت طلاسازی به اوج خود رسید. به غیر از انواع زیورآلات مخصوص عموم مردم شاهکارهای هنر طلاسازی با بالاترین درجه فنی و هنری به سفارش پادشاهان و قشرهای فوقانی خلق شدند. به عنوان مثال فقط از شاهکارهای با شکوه به دست آمده قبر توت‌عنخ‌آمون یاد می‌شود و اگر در نظر گرفته شود همه اینها برای یک حاکم نسبتاً کم‌اهمیت که در جوانی فوت کرده‌است نهیه شده بود.
می‌توان تقریباً حدس زد چیزهایی که برای یک حاکم مقتدر سرزمین مصر فراهم گردیده و از بین رفته چه بوده‌است.
در تمدن یونان نیز هنر طلاسازی به پیشرفت خود ادامه داد. به غیر از کارهای قابل توجه سرزمین اصلی کارهای برجسته تراکر (Thrakar) و اسکیتن (Skythen) در این ارتباط نیز شایان توجه‌است.
هر چند هنر طلاسازی رم نوآوری قابل ملاحظه‌ای را ارائه نداده‌است اما با وجود این سنتهای کسب شده از ناحیه دریای مدیترانه را حفظ نمود. در اولین قرن‌های میلادی تجزیه داخلی کشور مقتدر رم آغاز شد که منجر به تقابل بین شکل سازمان سیاسی و پیشرفت اقتصادی آن گردید تا اینکه بالاخره در قرن پنجم میلادی امپراتوری رم جای خود را به قبایل اسلاو و ژرمن‌ها داد.
در اقوامی که از مرحله بالای بربریت به وجود آمدند و هنوز مالکیت مشترک بر زمین و ابزار تولید را می‌شناختند در اروپای غربی گذر به شیوه تولید فئودالی پدید آمد. به جای برده‌ها وابستگان و غلامان استثمار می‌شدند.
اقوام ژرمن از عهد برنز درک و تلقی مستقلی از زیورآلات را به وجود آوردند.
هر چند تمام رم تأثیر نمایانی در غنای فن وهنر طراحی پدیدآورد اما برداشت اولیه حفظ گردید. از عهد جابه جایی اقوام کارهای برجسته‌ای از طلاسازان ژرمن به دست آمده‌است. به‌خصوص زیورآلات دفن شده در قبرهای اشراف فرانکها و تورینگنها جلوه خاصی دارند. در این رابطه می‌توان از کارهای وایکینگها مثل جواهر مشهور Hiddensee نام برد.
می‌توان تصور نمود که هم در تمدن عهد عتیق و هم در اقوام ژرمن جنبه‌های زیبایی زیورآلات کاملاً مهم بوده‌است یعنی اینکه حمل‌کننده قصد زینت و آراستن خود را داشته‌است. ویژگی شخصیت حمل‌کننده در کمال آگاهی توسط زیورآلات بیان می‌شد. زیورآلات اغلب یک منظور کاملاً عملی دیگری نیز داشته‌است زیرا به خاطر ناقص بودن هنر خیاطی بایستی لباسها با قلابهای زینتی و سگکها دوخته شوند.
با همه اینها هنوز توضیحی برای پیچیدگیهای فنی و طراحی و رواج عمومی زیورآلات به ویژه قلابها و سگکهایی از جنس فلزات نجیب و برنز ارائه نگردیده‌است. از همه مهم‌تر بایستی توجه داشت که زیورآلاتی که به شکل اژدها و حیوانات عرضه شده‌اند و نیز طلسمهای ما قبل تاریخ در تقابل با محیط وسیله حفاظتی حیاتی در برابر نیروهای موهومی طبیعت و ارواح در نظام ایدئولوژیکی هر زمان تشکیل می‌دادند. با گسترش مسیحیت در اروپا مرکزی بعد از قرن ۹ میلادی محدوده مسائل طلاسازی تغییر کرد.
زیورآلات مربوط به بدن گناهکار معنی خود را از دست داد و به جای آن زیورآلات محراب کلیسای مسیحی و فراهم کردن وسائل مقدس ضروری برای مراسم مذهبی وارد میدان شدند. به‌خصوص در عصر رمانتیک دیرهای مسیحی به مراکز روحانی و فرهنگی تبدیل شدند و در آنجا نیز کارگاه‌های پیشه وران در جامعه فئودالی اولیه متمرکز گردیدند و به این ترتیب تا پایان قرن ۱۲ میلادی کارگاه‌های مربوط به دیرهای مسیحی سطح هنر طلاسازی را تعیین می‌کردند.
اولین کتاب جامع آموزشی طلاسازی مربوط به سال ۱۱۲۰ میلادی به دست ما رسیده‌است. کشیش راهب Theophilus در کتاب خود “ Do diversis artibus “ جزئیات کاملی راجع به فنون عصر خود ارائه می‌دهد. به خاطر رشد کند نیروهای تولیدی می‌توان از این مسئله حتی به نتایجی دربارهٔ قرنهای قبل و بعد از آن نیز دست یافت.
قرن ۱۲ میلادی عصر گذر فئودالیسم بدوی به فئودالیسم است. شهرکها و مناطقی مسکونی در مسیرهای مناسب تجاری تبدیل به شهرهای بزرگ شدند و در آنجا پیشه وران به‌طور فزاینده‌ای متمرکز گردیدند. اصناف طلاساز نیز در این شهرها شکل گرفتند کارگاه‌های مربوط به دیرهای مسیحی اهمیت خود را از دست دادند. در کنار کارهای مقدس اشیاء تزیینی و زیورآلات نیز به سفارش فئودالها و شهروندان تازه به دوران رسیده ساخته می‌شدند)

## تست کیفی طلا
با این اولین آزمایش تعیین می‌گردد که آیا در آلیاژ مورد نظر اصلاً طلا وجود دارد یا نه. ابتدا پوشش احتمالی طلا در محلی از شیء که جلب نظر نمی‌کند از طریق شاب‌زنی یا سوهان‌کشی پاک می‌گردد. با این محل آزاد شده به روی سنگ محک خطی حدوداً به عرض ۵ میلی‌متر و در طول ۲۰ میلی‌متر کشیده می‌شود.
این خط توسط اسید نیتریک غلیظ آغشته می‌شود. بعد از حدود ۵ ثانیه اثر آن کنترل شده می‌شود.
چون بر اساس این آزمایش مقدار طلا فقط در آلیاژهای بیشتر از Au ۵۰۰ با اطمینان قابل تشخیص هستند برای مواقعی که خط کشیده شده تست حل یا قهوه‌ای رنگ شده‌است تست را با اسید نیتریک رقیق تکرار می‌کنند؛ بنابراین با عیارسنجی می‌توان مقدار طلا در آلیاژ را بین Au ۱۰۰۰ وAu ۱۶۰ تشخیص داد. برای عیارهای پایینتر بایستی از تست لوله آزمایش استفاده نمود.

## تست لوله آزمایشی
این آزمایش وقتی به کار می‌رود که واکنش یک آلیاژ در عیار سنجی همانند یک آلیاژ غیر نجیب است ولی با وجود این حدس زده می‌شود که در آن مقدار کمی طلا وجود دارد.
اثر این آزمایش بر مبنای حلالیت فلزات افزودنی و مقاوم بودن طلا در اسید نیتریک غلیظ می‌باشد. در یک لوله آزمایش نمونه‌ای از فلز مورد نظر به جرم حدوداً ۰٫۵ در اسید نیتریک گرم حل می‌شود. در حالی که فلزات غیر نجیب و نقره به صورت نیترات حل می‌شوند طلا به صورت پودر قهوه‌ای تیره ته‌نشین می‌گردد.
این پودر با فیلتر کردن از محلول جدا گردیده با آب مقطر شسته شده و بر روی کاغذ فیلتر خشک می‌گردد. اگر غبار روی آن با شابر زدوده شود و فلز براق گردد تقریباً با اطمینان می‌توان گفت که این فلز طلا است.

## تست کمی طلا
بعد از آن که با تست کیفی طلا اثبات گردید بایستی مقدار تقریبی طلا در کل آلیاژ تعیین گردد.

## تشخیص طلای خالص
جهت پیش آزمایش ابتدا یک نمونه از فلز را بدون افزودن ماده سیال‌کننده ذوب می‌کنند. در این حال بایستی یک رنگ زیتونی روشن به دست آید و نیز بعد از سرد شدن فاقد لکه باشد. یک روکش قهوه‌ای حاکی از وجود ناخالصیها می‌باشد.
در صورت موفقیت‌آمیز بودن آزمایش تست لوله آزمایش به کار برده می‌شود:
1. حدود ۱گرم از نمونه ماده که به صورت نازک نورد شده‌است در حدوداً میلی‌لیتر تیزاب سلطانی حل می‌گردد. برای تجزیه کردن اسید نیتریک اضافی آن را می‌جوشانیم. در اینحال نبایستی دانه‌های سفید متمایل به زرد و برفی شکل کلرید نقره پدیدار گردند.
2. محلول را بایستی با ۲۰ میلی‌لیتر تا میلی‌لیتر آب مقطر رقیق نمود.
3. کلرهیدرات هیدرازین افزوده و محلول را هم می‌زنند. هر چه طلا است به صورت لجن قهوه‌ای رنگ در ته ظرف رسوب می‌کند تا اینکه محلول بالای آن مثل آب زلال در آید.
4. از مایع زلال قدری برداشته و با آمونیاک (جوهر نشادر) مخلوط می‌کنند. رنگ آبی به معنی وجود مس است. تشکیل گلوله‌های برفی شکل می‌تواند به مفهوم وجود سرب ویسموت آهن و آلومینیم و غیره باشد.
5. اگر محلول مورد آزمایش تا اینجا آزمایش را با موفقیت پشت سر گذراند به آن چند قطره محلول آمونیوم سولفید می‌افزایند. اگر باز هم رسوبی تشکیل نگردید می‌توان تقریباً با اطمینان گفت که فلز مورد نظر طلای خالص است.

## ذوب

### ۱. پروسه ذوب کردن
برای یک زرگر کارگاه طبیعی است و جزو کارهای روزمره به‌شمار می‌آید که مثلاً یک تکه طلا را جهت استفاده مجدد ذوب کند، یعنی اینکه یک بلوک فلزی را می‌توان از حالت جامد به حالت مایع درآورد، به شرطی که انرژی گرمایی کافی به آن داده شود.
در اثر افزایش دما به میزان تقریباً 15K تحرک دو برابر می‌شود و بدین ترتیب اتصال اتمی انعطاف پذیرتر می‌گردد: ساختار میکروسکوپی نرم‌تر می‌شود، زیرا با افزایش فاصله اتمی نیروهای بین اتمی کاهش می‌یابند. به عنوان نتیجه عملی آن می‌توان مشاهده نمود که اگر یک قطعه موقع گداختن روی یک سطح تخت قرار نداشته باشد خم می‌شود. به علاوه افزایش فاصله اتمی باعث انبساط گرمایی فلز می‌شود.
بالاخره وقتی درجه حرارت به دمای ذوب رسید، انرژی حرکتی از نیروهای جاذبه متقابل بزرگتر می‌شود، به‌طوری‌که اتم‌ها می‌توانند از شبکه اتصال آزاد گردند.
ساختار میکروسکوپی به‌طور ناگهانی از هم نمی‌پاشد، بلکه بایستی ذوب شدن بلوک فلزی را به صورت یک پروسه‌ای تصور نمود که رفته رفته گسترش می‌یابد:
با توجه به اینکه دمای ذوب ابتدا در سطح خارجی بلوک حاصل می‌شود، از هم پاشیدن ساختار میکروسکوپی از همین‌جا آغاز می‌گردد، در حالی که در هسته آن هنوز هم درجه حرارت به دمای تبدیل نرسیده‌است. در محدوده میکروسکوپی بایستی فروپاشی کریستال‌ها را به همین نحوه تصور نمود، زیرا ابتدا اتم‌های خارجی در ناحیه مرز دانه‌ها که اتصال نسبتاً ضعیفتری دارند آزاد می‌گردند و سپس رفته رفته فروپاشی ساختاری میکروسکوپی کریستال از خارج به داخل در راستای هسته کریستال گسترش می‌یابد.

### ۲. لوازم و متعلقات ذوب

#### تجهیزات ذوب
بوته با فلزی که باید گردد ما بین زغال چوب گداخته قرار کی گرفت، که اغلب توسط دم آهنگری هم به آن دمیده می‌شد، تا فلز ذوب گردد. همین روش تا چندین سال پیش نیز با کوره کک به کار می‌رفت. اما حتی با این روش ذوب طولانی، پر زحمت و حتی خطرناک ماند، زیرا یک بوته به راحتی می‌شکست و در این حال می‌بایست فلز نجیب را به زحمت از خاکستر جدا کرده و شستشو داد!
یک تغییر اساسی در روش ذوب ابتدا از گسترش عمومی گاز شهری در نیمه قرن ۱۹ حاصل شد.

#### بوته گرافیتی
این بوته‌ها از مخلوط گرافیت – خاک رس تشکیل شده‌اند. بوته‌ها را بایستی در جای خشک و نا مرطوب نگهداری نمود. با توجه به اینکه این بوته‌ها به صورت نپخته عرضه می‌شوند، بایستی آن‌ها را به آرامی گرم نمود، با بوراکس ذوب کرد و بعد آن را به حالت گداخته درآورد. پس از آن می‌توان آن را استفاده کرد. هر چند این بوته‌ها گران هستند اما در صورتی که درست استفاده شوند عمر بسیار طولانی خواهند داشت. برای مذاب‌های اکسیدکننده با شوره (نمک اسید نیتریک) نامناسب هستند، زیرا کربن حل می‌شود.

##### بوته‌های رسی هسی
این بوته‌ها از خاک رس چرب و فاقد آهن و گچ تشکیل شده‌اند، که به آن ماسه کوارتز و خاک سفال اضافه می‌کنند تا ترک برندارد و منقبض نشود. این بوته‌ها به صورت پخته شده عرضه می‌شوند و از بوته‌های گرافیتی ارزان‌تر هستند. بوته‌های رسی اگر (مثل بوته‌های گرافیتی) پیشگرم شده و با بوراکس لعاب داده شوند حساسیت کمتری دارند. ذرات باقی‌مانده فلزی چسبیده شده را نمی‌شکنند، بلکه با کمی بوراکس ذوب می‌کنند.

##### طرز کار با بوته‌ها
هر بوته بایستی فقط برای یک عیار معین به کار رود. از این رو دیواره خارجی آن را علامتگذاری می‌کنند. قبل از آنکه فلز را داخل آن فرار دهند، بوته را پیشگرم می‌کنند. وقتی که گداخته شد، رفته رفته فلز را داخل می‌کنند، تا تقریباً نصف آن پر شده باشد. با پیشگرم امکان اکسیداسیون فلز داخل و مدت آن خیلی محدود می‌گردد. در کوره‌های بزرگتر بهتر است به عنوان درپوش از یک قطعه زغال چوب استفاده شود، زیرا حکم یک سر پوش احیاکننده را خواهد داشت. با یک انبر گرد، که با دهانه آن بوته از زیر محکم گرفته می‌شود، بوته را از کوره خارج می‌کنند. در صورت گرفتن بوته با یک انبر تخت، ممکن است به راحتی قطعه‌ای از دیواره بشکند. بوته‌های مستعمل را در خاکه کف قرار می‌دهند و همراه با آن دور می‌ریزند.

### ذوب طلا

#### طلای خالص
اگر فلز به صورت گرانول باشد، می‌توان آن را بدون اقدامات و افزودنیهای ویژه‌ای ذوب نمود. اما مسئله برای طلای خاکه قهوه‌ای و پودری شکل، که از تفکیک و بازیافت به دست آمده طوری دیگری است. برای زدودن ناخالصیهای احتمالی، طلای خاکه را با کمی نمک نیترات و بوراکس مخلوط، خیس و با فشار وارد بوته می‌کنند. با گرم کردن آهسته، مجدداً از آن آب خارج می‌شود و بالاخره فلز را ذوب می‌نمایند.
اگر پودر طلا را به صورت خشک ذوب کنند، ممکن است فضاهای خالی به وجود آیند، که پر از گاز می‌شوند و ممکن است باعث شکننده شدن طلای خالص یا آلیاژ به دست آمده از آن گردد. به علاوه خاکه توسط شعله گاز به اطراف پاشیده می‌شود.

## نورد و کشش

### ماهیت تغییر شکل
اگر خواسته شود پدیده تغییر شکل یک ماده فلزی مورد بررسی قرار گیرد، بایستی در نظر داشت که در ساختار میکروسکوپی آن فرایندهای پیچیده زیادی با هم به‌طور هم‌زمان جریان دارند و تنها در صورتی می‌توان به درک آن‌ها نائل گردید که به پدیده‌های جداگانه تفکیک شوند. این اصل متدیک نیز در اینجا در بیان توضیحات به کار می‌رود. اما همواره بایستی پیچیدگی فرایندها را در نظر داشت.

### نورد کردن

#### پروسه نورد
نورد کردن را می‌توان به عنوان یک پروسه تغییر شکلی در نظر گرفت که مکان آن دائماً در تغییر است و در طی آن ضخامت بلوک فلز کاهش می‌یابد.

#### دستگاه نورد
چهار چوب این دستگاه از چهار ستون استوانه‌ای، که صفحات بالایی و پایینی را به یکدیگر متصل می‌نمایند تشکیل شده‌است. بر روی ستون‌های پولیش شده هادی چهارچوب دستگاه نورد می‌توان یاتاقان غلتک‌های نورد که توپی غلتک‌های نورد در آن می‌چرخند را جا زد. قطر غلتک‌ها ۴۵ و عرض آن‌ها ۹۰ میلی‌متر است.
با زوج بالایی می‌توان ورق‌هایی بین ۵ میلی‌متر و ۰٫۰۱ میلی‌متر و با غلتک‌های پایینی مفتول‌های چهارگوش بین ۱ و ۵ میلی‌متر را نورد نمود. دستگاه را می‌توان با نیروی نسبتاً کم به کار انداخت، زیرا حرکت دورانی اهرم به حالت کندتر برای نورد مفتول با ۱: ۶ = i برای نورد ورق با ۱ :۱۲ = i تبدیل می‌شود. نورد ورق به کمک یک چرخ دستی مرکزی و نورد مفتولی به کمک دو اسپیندل دسته ستاره‌ای تنظیم می‌شوند. فلز بایستی از یک دستگاه نورد ورق با یک سطح صاف و تقریباً پرداخت شده بیرون آید.
برای این منظور به غلتک‌هایی از جنس فولاد با کیفیت بالا نیاز است که بعد از استفاده طولانی هم بدون عیب و نقص جلای خود را حفظ کنند. کل مجموعه طراحی یک چنین ماشینی بایستی تا حد امکان با دوام باشد زیرا همه اجزاء مؤثر آن تحت بار شدیدی قرار دارند.
یک نوع تغییر یافته خاص این دستگاه ماشین لبه برگردان است.
برای مراقبت از دستگاه نورد و حفاظت از آن توجه به موارد زیر ضروری است:
1. از نورد کردن مواد سخت و شکننده مانند اجزاء فولادی سخت شده یا فلزی، که دارای پوسته سوخته شده‌است پرهیز گردد.
2. باقی‌مانده‌های بوراکس از قطعات پاک شوند.
3. مواد قبل از نورد خوب خشک شوند.
4. غلتک‌های نورد به‌طور یکنواخت مورد استفاده قرار گیرند تا تنها در وسط ساییده نشوند.

### آماده‌سازی بلوک‌های ریختگی
ماده فلزی که قرار است به صورت ورق و مفتول در آید با ریخته‌گری شکل خام خود را به دست می‌آورد. سپس در حمام اسیدی قرار داده می‌شود تا ذرات سخت بوراکس وشلا که آن گرفته شود. بلوک ریختگی را بایستی با شدت و به‌طور سیستماتیک پیش آهنگری نمود.
بعد از آن‌که فلز به خوبی شکل داده شد و آماده گردید، می‌توان در صورت نیاز آن را باز پخت میانی کرده و عملیات نورد را آغاز نمود.
از کار پیش آهنگری نباید هراسی به دل راه داد، زیرا کیفیت محصول نیمه آماده، با این کار بهتر می‌گردد.

### کار با دستگاه نورد

#### نورد ورق
قبل از نورد کردن بایستی یک بار دیگر مطمئن شد که بلوک فلز عاری از وجود ناخالصی است و اینکه آیا غلتکهای نورد کاملاً صاف می‌باشد یا نه. هر ذره خارجی بر روی قطعه آماده اثری می‌گذارد که به سختی با سنگ زنی بر طرف گردد. بلوک از یک طرف بین غلتکهای نورد وارد می‌شود.
فاصله غلتکها بایستی به اندازه‌ای باشد که بتوانند بلوک را با اصطکاک به وجود آمده نگه دارند. در حالی که بلوک فلزی با یک دست به طرف غلتکهای نورد فشار داده می‌شود، با دست دیگر اهرم دستی را آن قدر می‌چرخانند تا غلتکهای نورد آن را بگیرند. اکنون می‌توان با شدت غلتکهای نورد را به حرکت درآورد. برای کار با هر دو دست و در صورت لزوم با تمام قوا اهرم دستی چرخانده می‌شود. بدین ترتیب فلز از میان دستگاه نورد عبور کرده و می‌توان در طرف دیگر آن را مجدداً دریافت نمود.
با هر بار نورد، به خصوص در نورد دستی بایستی همیشه فقط تغییر ضخامت کمی گیرد:
1. دستگاه نورد در این حال به خوبی محافظت می‌گردد.
2. زرگر نیروی کمی مصرف می‌کند. ۳. فلز به‌طور ممتد و نه به حالت ضربه‌ای از غلتکها عبور می‌کند.

#### نورد مفتول
نورد مفتول، طبق همان اصول تغییر شکل صورت می‌گیرد که در مورد تغییر شکل ورقها گفته شد، زیرا نورد مفتول ساختار میکروسکوپی به‌طور مشابهی جابه‌جا می‌شود. اما در حالی که نورد ورق نیروهای تغییر شکل تنها در راستای عمود بر بلوک اعمال می‌شوند، در پروفیل غلتک مربوط به نورد مفتول نیروهایی هم در جهت مایل به وجود می‌آیند، که به صورت نیروهای نرمال به سطوح جانبی مفتول شش گوش فشار می‌آورند. همچنین همانند تولید ورق بایستی بلوک خام را پیش آهنگری و آنیل نمود. عملیات با یک پروفیل نورد شش گوش آغاز و سپس در مراحل بعدی مرتباً به سطح مقطع مربع نزدیک می‌شود.
بعد از هر بار نورد فاصله غلتک‌ها را کمی کاهش داده، مفتول را به اندازه ۹۰ درجه چرخانده و مجدداً وارد نورد می‌کنند. اصولاً وقتی از دروازه پروفیل بعدی استفاده می‌شود که دروازه قبل از آن کاملاً مورد استفاده قرار گرفته‌است یعنی اینکه غلتک‌های دستگاه نورد تا رسیدن به حالت تماس با یکدیگر جلو رفته باشند.

### کشش
اساس این روش در این است که یک مفتول (سیم)، که نوک آن تیز شده‌است از میان سوراخ مخروطی شکل یک ابزار از جنس ماده‌ای سخت کشیده می‌شود تا ضخامت آن را کلهش داده و هم‌زمان به شکل پروفیل سوراخ درآورد.

### پروسه کشش
معمولاً عملیات اولیه روی مواد خام ابتدا در دستگاه نورد مفتول انجام می‌گیرد. در حالی که در نورد نیروهای لازم جهت تغییر شکل از طریق غلتک‌های نورد به قطعه منتقل می‌شوند، بایستی در کشش از طریق خود مفتول به محل اثر، یعنی مخروط کشش منتقل گردند. بر این اساس اندازه نیروی کشش ممکن به لحاظ استحکام ماده محدود است. این امر به خصوص در کشش سیم‌های نازک آشکار است.
در حالی که مفتول از مخروط کشش عبور می‌کند، قطر آن تا اندازه قطر ناحیه استوانه‌ای کاهش می‌یابد. هر چه شیب مخروط تندتر باشد، کاهش ضخامت بیشتر است و بدین ترتیب هم‌زمان مقاومت در برابر تغییر شکل و نیروی به کار رفته افزایش می‌یابد. همانند نورد، در اثر اصطکاک به طرز مشابهی مخروط سیلان ایجاد می‌گردد.
موقعی که مفتول از درون سوراخ کشیده می‌شود، به خصوص نواحی خارجی مواد توسط مخروط کشش نگه داشته می‌شوند در حالی که ناحیه مرکزی تقریباً بدون تغییر می‌ماند. در نتیجه نواحی مرزی به عقب جابه‌جا می‌شوند، در صورتی که در نورد در بالای هسته مرکزی، ماده به سمت جلو جابجا گردد.

### ابزارهای کشش
بدون شک مهم‌ترین ابزار در پروسه کشش حدیده کشش می‌باشد. این " حدیده " صفحه‌ای است از فولاد با کیفیت بالا، که در آن سوراخهایی به شکل یکسان ایجاد شده‌است و اندازه آن‌ها از یک سوراخ به سوراخ دیگر به‌طور یکنواخت کاهش می‌یابد. تغییر ضخامت در قسمت مخروط کشش صورت می‌گیرد، در حالی که در قسمت استوانه‌ای آن پروفیل کالیبره می‌گردد.
در نوع اصلی، که در اکثر مواد به کار می‌رود چندین ردیف سوراخهای گرد با اندازه‌های مرحله‌ای جهت تولید مفتولهای گرد تعبیه شده‌است. همچنین از حدیده‌های مخصوص، که سوراخهای آن‌ها می‌تواند به شکل مربع، مستطیل، مثلث و چاقویی باشد استفاده می‌شود. به علاوه می‌توان برای اشکال ویژه هم حدیده‌هایی ساخت.
کیفیت مفتول به وضعیت حدیده کشش بستگی دارد. فقط وقتی سوراخهای کاملاً صاف باشند، با نگهداری آن آغاز می‌گردد. اگر حدیده بدون ملاحظه به درون یک جعبه همراه با ابزارهای سخت و نرم پرتاب شود ممکن است آسیبهای جدی به آن وارد گردد. وجود یک نگهدارنده جهت آویزان کردن حدیده همیشه مفید خواهد بود.
اینکه حدیده کشش بایستی فقط در امر کشش مورد استفاده قرار گیرد کاملاً طبیعی است.
در فواصل منظم بایستی ذرات باقی‌مانده موم از سوراخهای کشش پاک شوند. البته نبایستی با خراش دادن توسط اشیاء سخت و تیز موم چسبیده را پاک نمود، بلکه حدیده کشش با بنزین کاملاً شسته می‌شود. به هیچ وجه نبایستی آن را گرم کرد تا مثلاً موم آن بسوزد. جهت عملیات، حدیده کشش بین دو فک محافظت‌کننده از جنس مس یا یک فلز نرم دیگر درگیره بسته می‌شود. مفتول توسط یک انبر کشش، که طول آن میلی‌متر۲۰ الی میلی‌متر ۳۰ است گرفته می‌شود. این انبر مخصوص طوری طراحی شده که نیروی زیادی را تحمل کند.
طول اهرمها طوری است که بتوان گیره را با هر دو دست نگه داشت. دهانه تخت انبر دارای دندانه‌های تیزی است تا مفتول در اثر کشیدن با نیروی زیاد از آن خارج نشود. هر از گاهی بایستی باقیمانده‌های موم و ذرات به جا مانده فلزی که بین دندانه‌ها قرار گرفته‌اند را پاک نمود.

## کارگاه زرگری

### تجهیزات کارگاهی
شگفت‌آور این است که کارگاه زرگری، با گذشت بیش از ۴۰۰ سال از عمر آن اساساً تغییر زیادی نکرده‌است. در محل کار هنوز هم دماغه (چوب خرک)، پیشبند میز ( نت) و چهارپایه قرار دارند و تنها قسمت عقب رفته میزهای جدید در عکس مشاهده نمی‌شود.
دستگاه کشش را می‌توان بدون تغییر برای سیم‌های ضخیم‌تر مورد استفاده قرار داد. شکل حدیده‌های کشش، سوهان‌ها، انبرها، چکش‌ها، سندان‌ها، بوته، که به دیوارها آویزان هستند تا به امروز بدون تغییر مانده احتمالاً جنس بهتری دارند.
اما تغییرات اساسی را می‌توان در روش‌های عملیات حرارتی، یعنی باز پخت، ذوب و به ویژه لحیم کردن مشاهده نمود. یک زرگر امروزی قطعاً با کوره موفلی موجود در تصویر مشکل خواهد داشت!
هر تولید بهینه مستلزم داشتن یک سازمان کاری فکر شده‌است. این قاعده اساسی به هیچ وجه تنها برای تولید سری صادق نیست، بلکه برای صنایع دستی هم معتبر است. یک مبنای مهم برای این منظور ترتیب دادن یک کارگاه مناسب می‌باشد.
منظور از این پیشنهاد آن است که از یک طرف انگیزه ایجاد سیستم جدید در زرگران جوان و تازه‌کار تقویت گردد و از طرف دیگر باعث آن گردد که استادکاران با تجربه با توجه به این نکات کارگاه‌های خود را نقادانه مورد بررسی قرار دهند، تا احتمالاً تغییراتی را در بعضی از موارد به وجود آورند.
به غیر از جنبه‌های فنی تولید یک جنبه دیگر را هم نبایستی از نظر دور داشت: با توجه به اینکه بیشترین مدت طول عمر زرگر در کارگاه سپری می‌گردد، بایستی آن را تا حد امکان راحت و مطبوع ساخت. برای این منظور یک صندلی کار راحت به همان اندازه مؤثر است که وجود یک منظره زیبا از پنجره تأثیر خواهد گذاشت.
نمی‌توان یک مدل واحد و کامل برای کارگاه زرگری طراحی نمود. هر کارگاه به گونه‌ای متفاوت ساخته می‌شود و بایستی متفاوت هم باشد، زیرا هر مورد شرایط گوناگونی را اقتضاء می‌کند:
فضاهای موجود که اکثراً نمی‌توان آن‌ها را تغییر داد یا اینکه تغییر در آن‌ها بزحمت صورت می‌گیرد برای ایده‌های طرح مهم می‌باشند. مثل: تعداد و اندازه اتاق‌ها، در و پنجره‌ها، سیستم گرمایش، تأمین انرژی.
شرایط کاملاً متفاوت از تعداد محلهای کار ناشی می‌شوند. در این حال بایستی این تفاوت را قائل شد، که آیا مثلاً یک کارآموز در کنار استادکار قرار گیرد یا اینکه این محلها توسط کارگران فنی مورد استفاده قرار می‌گیرند، که قادرند مستقلاً و بدون کمک قابل توجهی فعالیت کنند.
گونه‌های کاملاً متفاوت ضرورتاً از تولید نتیجه می‌شوند:
- نسبت تولیدات جدید به کارهای تعمیراتی،
- غالب بودن تولید تکی یا تولید سری کوچک،

مواد به کار رفته و تکنیک‌های ویژه‌ای که در اولویت هستند، مانند: ریخته‌گری گریز از مرکز مینا کاری.

### اره مویی
اره مویی از وسایل اصلی یک زرگر است. بر حسب مورد کاری از کمان اره‌هایی با عمق‌های متفاوت استفاده می‌شود، که معمولاً ۶ تا ۲۰ سانتی‌متر هستند. طول دسته کمان اره اکثراً قابل تنظیم است، تا آن تیغه اره‌هایی که انتهای آن‌ها شکسته‌است را هم بتوان مجدداً استفاده کرد.
هر دو انتهای تیغه اره در فک‌های گیره کمان اره گرفته شده و توسط پیچ‌های خروسکی یا از آن بهتر با اهرم لنگ کشیده می‌شوند. طبیعی است که تیغه اره‌ها نباید یه صورت خشن و با انبر، بلکه فقط با دست کشیده شوند، تیغه اره‌ها از فولاد آلیاژی ساخته می‌شوند؛ که به غیر از %۱٫۲ کربن حدود %۱٫۲ تا %۲ تنگستن دارند. تیغه اره‌ها بر اساس ظریف بودن دندانه‌ها شماره‌بندی شده‌اند.

### سوهان‌کاری
سوهانکاری جزو مهارتهای اساسی زرگری است و مهم‌ترین روش کار براده‌برداری در شکل‌دادن فلزات و غیر فلزات است، زیرا با سوهانکاری سطوح تخت و قوس‌دار و قطعات به صورت مطلوب درآمده و براق می‌گردند.

#### ساختمان و چگونگی کار سوهان
بر روی تیغه سوهان سطح کار قرار داد، که آج سوهان روی آن واقع است. دسته سوهان‌های سوزنی (سوهان‌های زرگری) آهنگری شده‌است، اما سوهان‌های بزرگ‌تر در عوض دارای یک یک دورن نوک تیز به نام زبانه در تیغه سوهان هستند، که به داخل یک دسته چوبی با ضربه وارد می‌گردد.
جنس سوهان‌ها از فولاد ابزاری مرغوب یا فولاد آلیاژی کرم‌دار است. این فولادها آهنگری، باز پخت و سنگ‌زنی می‌شوند. سپس آج‌زنی آن‌ها با دست یا توسط ماشین آج‌کوبی صورت می‌گیرد. زرگر معمولاً به سوهانی نیاز دارد که دارای آج دوبل باشد، که در آن آج مایل اولیه توسط آج دیگری به نام آج ثانویه قطع می‌گردد. شیارهای آج طوری یکدیگر را قطع می‌کنند، که دندانه‌های سوهان مابین آن‌ها باقی می‌مانند.

#### دسته‌بندی سوهان‌ها

##### آج
درجه ریز و درشتی آج با شماره آج بیان می‌گردد. هر چه آج متراکم‌تر و در نتیجه ریزتر باشد، شماره آن هم بزرگتر است :
```
 ۶ ۵ ۴ ۳ ۲ ۱ ۰
 ریز متوسط درشت
```

##### اندازه
سوهان‌های بزرگ، که هنگام کار توسط دو دست گرفته شده و قطعه در گیره بسته می‌شود، سوهان دستی بزرگ نامیده می‌شوند.
سوهان دستی کوچک در اندازه متوسط بوده، که زرگر آن را با یک دست گرفته و با چوب خرک کار می‌کند. این سوهان‌ها همانند سوهان‌های دستی بزرگ در یک دسته چوبی جا زده می‌شوند.
دسته گرد سوهان‌های سوزنی کوچک به همراه خود سوهان آهنگری شده‌است.

#### گیره
برای قطعات خیلی بزرگ و سنگین گیره انبری فولادی آهنگری شده مناسب است، هر چند که این گیره غالباً جهت بستن ابزارها و وسایل کمکی مثلاً در نقره‌سازی به کار می‌رود. اگر خواسته شود ابزارها و وسایل کمکی سوهانکاری گردند می‌توان از این گیره هم استفاده نمود.
برای قطعات کوچک‌تر، گیره با فک‌های موازی مناسبتر است، زیرا عمل بستن بین دو فک موازی بهتر صورت می‌گیرد. این گیره از چدن یا فولاد ریختگی ساخته شده‌است. عیب این گیره محدود بودن عمق گیره است. نوع بهبود یافته این گیره به عنوان گیره قابل دوران با فک‌های موازی شناخته شده‌است. بدین ترتیب می‌توان قطعه را در مناسب‌ترین وضعیت برای سوهان‌کاری قرار داد. اگر در کشش مفتول، حدیده کشش به این گیره بسته شود. می‌توان آن را طوری چرخاند که بتوان کشش مفتول دراز را در تمام طول اتاق انجام داد.

### تیغه فرزهای کوچک
این ابزارها از صنعت دندان‌سازی وارد عرصه زرگری شده‌اند، در تولید زیور آلات و نیز کارهای نقره کاری بسیار کارا هستند و جزو تجهیزات اصلی زرگری به‌شمار می‌آیند. بسیاری از کارهایی که در گذشته ساخت آن‌ها فقط با سوهان یا سوهان چنگکی امکانپذیر بود، امروزه سریعتر و تمیزتر با تیغه فرزهای کوچک ساخته می‌شوند. به خصوص در عمق‌ها یا در قطعات کاسه‌ای شکل، که ماشین‌کاری آنه با لوازم سنتی به سختی صورت می‌گیرد یا اصلاً امکانپذیر نیست استفاده از تیغه فرز نتایج خوبی خواهد داشت.
تیغه فرزهای کوچک در ارتباط با ماشین دریل آویز به کار برده می‌شوند. این تیغه فرزها دقیقاً مثل مته‌ها در هندپیس بسته می‌شوند و بنابراین دارای شفتی مثل مته می‌باشند. اغلب شافت با قطری برابر میلی‌متر ۲٫۳۴ متناسب با هندپیس بست سریع است.
بنابه مقتضیات عملی اشکال متنوعی از کلّگی‌های فرز وجود دارند، که در اینجا فقط می‌توان بعضی از انواع مهم آن را معرفی نمود. برای این منظور چند نمونه کاربردی ذکر می‌گردد:
با تیغه‌های فرز مخروطی می‌توان یک سوراخ را به شکل مخروطی گشاد نمود.

#### تیغه فرز غلتکی
می‌توان جهت صاف کردن سطوح و تمیز کردن درزهای لحیم‌کاری به کار برد. همچنین می‌توان یک سوراخ را به شکل بیضی گشاد نمود. اگر در سمت پیشانی این تیغه فرز هم دندانه‌های براده برداری ایجاد شده باشند (تیغه فرز پیشانی تراش)، می‌توان سوراخ (جا نگینی) را به صورت تخت درآورد.

#### تیغه فرز کروی
جهت اصلاح پوسته‌های تو خالی بسیار مناسب است. خیلی مفید خواهد بود اگر تیغه فرز کروی دارای سوراخی باشد که پین مروارید در آن جا بگیرد، زیرا در آن صورت می‌توان اطراف پین لحیم شده در پوسته را نیز تمیز نمود.
یکی از تیغه فرزهای مهم تیغه فرز خزینه‌ای است. این ابزار ترکیبی است از تیغه فرز مخروطی و غلتکی. با این تیغه فرز می‌توان نشیمنگاه قسمت زیرین نگینهای گرد را درآورد.
توصیه می‌شود در هر نوع کاری با تیغه فرز کوچک، ماشین‌کاری با دور بالا و پیشروی پایین صورت گیرد. اگر فشار تیغه فرز به قطعه کار زیاد باشد، تیغه فرز گیر کرده و سطوح را موجدار می‌کند.
برای خشن‌کاری از کلّگی‌های فرز با دندانه‌های کم و بلند و برای پرداخت‌کاری از کلّگی‌های فرز دندانه‌های زیاد و کوچک استفاده می‌گردد.

### تغییر ساختار میکروسکوپی
از ویژگی‌های فلزات که در اثر اعمال نیروهای خارجی به صورت الاستیک (کشسان) و پلاستیک (مومسان) قابل خم شدن هستند. برای این‌که بتوان فعل و انفعالات داخلی را به روش ساده نمایش داد یک میله فازی با دو تکیه‌گاه و نیرویی که در وسط آن اعمال شده‌است به عنوان مثالی کاملاً عمومی در نظر گرفته می‌شود.

### انبرهای خم‌کاری
حتی از مدت‌ها پیش صنعتگران و فلزکاران کوشش نموده‌اند که مفتول‌ها را تنها با انگشت دست خم نکنند. آن‌ها برای خود ابزارهایی را خلق کردند، که با آن‌ها می‌توانستند طرح‌های ظریف و ملایم را خم کرده و نیروی دست را افزایش دهند. این ابزارها که طی قرن‌ها تقریباً بدون تغییر مانده‌اند، انبرهای خم‌کاری نامیده می‌شوند.

#### ساختمان و نحوه کار انبرها
از نظر فیزیکی انبر از دو اهرم دو طرفه با مرکز دوران مشترک تشکیل شده‌است. دو عدد فک، گیره دهانه انبر را تشکیل می‌دهند و به دسته‌ها نیروی دست اعمال می‌گردد، که با آن فکها نسبت به یکدیگر بسته می‌شوند. از فواصل متفاوت دسته و فکها نسبت به مرکز دوران، تبدیل نیروی انبر یعنی تقویت نیروی دست به نیروی فشار وارد بر قطعه به دست می‌آید.

#### انواع انبرها
انبرها اکثراً از فولاد غیر آلیاژی ساخته می‌شوند. در انبرهای مخصوص از فولاد آلیاژی با عناصر آلیاژی کروم، وانادیم یا مولیبدن نیز استفاده می‌شود.
معمولاً انبرها فقط با یک دست مورد استفاده قرار می‌گیرند. بدین صورت که دسته‌ها در کف دست به یکدیگر فشرده می‌شوند.
با توجه به موضوع فوق، شکل اندازه این ابزارها به دست می‌آیند. طول کل انبر معمولی ۱۳ سانتی‌متر تا ۱۶ سانتی‌متر می‌باشد.
در کنار این انبر برای کارهای ظریف انبرهای کوچک "ژنوی" (یا انبرهای " Regleuse") به کار می‌روند؛ که طول آن‌ها ۱۲ سانتی‌متر است. انواع اصلی انبرها بر حسب شکل دهانه انبر به صورت زیر دسته‌بندی می‌شوند:

##### انبر تخت (دم پهن)
سطوح کار این انبر مسطح و مستطیل شکل بوده، تا بتوان با افزایش اصطکاک قطعه را به نحوه بهتری تکه داشت. برای این کار همچنین سطوح کار را با آج زنی نیز زبر می‌کنند. لبه‌های هر دو فک موازی می‌باشند. توصیه می‌شود قبل از به‌کارگیری انبر تخت سطوح کار فک‌ها صاف شوند. چون زرگر معمولاً به آج‌های آن نیاز ندارد. در غیر این صورت در فلزات نسبتاً نرم نجیب به‌راحتی اثر فشار باقی می‌ماند. فک‌ها را می‌توان با سنگ کاربید سیلیسیم بر روی ماشین سنگ‌زنی پرداخت نمود.
در صورت لزوم می‌توان بیرون دهانه را هم جهت تغییر دادن فرم فکها سنگ زنده یا سوهانکاری نمود.

##### انبر نوک تیز | انبر دم باریک
دهانه انبر به سمت جلو تیز می‌شود، سطوح کار فکها مسطح می‌باشند. انبر نوک تیز شکل خاصی از انبر تخت (دم پهن) است.

##### انبر چنبر
اکثراً بایستی این انبر را شخصاً از انبر تخت یا نوک تیز سوهانکاری نمود. سطوح کار یک فک مسطح است، در حالی که دیگری کمی قوس دارد. همان‌طور که از نام این انبر پیداست، این انبر برای شکل‌دادن چنبرهای انگشتر به کار می‌رود. با این انبر می‌توان اشکال گرد با قطر زیاد را بدون نگرانی از صدمه دیدن قسمت داخلی گردی در نتیجه اثر گذاردن انبر بر روی آن خم‌کاری نمود. خیلی خوب است که دو شیار رو به روی هم در سطوح کار فک‌ها سوهانکاری گردند.

##### انبر دم‌گرد
فک‌های این انبر به صورت درنهای گرد و مخروطی درآمده‌اند، که اکثراً نوک کم و بیش تیزی دارند. با این انبرها خم‌کاری گردی‌های کوچک، که با انبر چنبر امکان‌پذیر نیست صورت می‌گیرد. اما بایستی احتیاط نمود: به خاطر کوچک بودن سطح تماس فشار مؤثر زیاد بوده و این فشارها به‌راحتی بر روی قطعه اثر می‌گذارند.

### خم‌کاری با سایر وسایل کمکی

#### ساخت حلقه چه‌های گرد
مستقل از آنکه عملیات اولیه روی مفتول با دستگاه نورد صورت گرفته باشد یا با حدیده کشش، بایستی همیشه قبل از ادامه عملیات مطمئن شد که مفتول بدون عیب است. هیچ پوسته یا ناپیوستگی دیگری نبایستی در مفتول موجود بوده و تمام طول آن باید بدون نقص باشد. مفتول کشیده و آماده به‌طور یکنواخت باز پخت می‌گردد و دقیقاً این یکنواخت بودن اهمیت دارد. بعد از باز پخت بایستی فلز کاملاً عاری از تنش گردد. اگر مفتول خیلی نازک باشد، می‌توان جهت باز پخت آن را بر روی یک لوله برنجی پیچاند، زیرا در این صورت است که می‌توان آن را به‌طور یکنواخت گرم نموده و خطر " سوختگی " در اثر افزایش موضعی گرما را پایین نگه داشت.
کافی است یک درن استوانه‌ای (میله) از جنس دلخواه را به عنوان میل مفتول پیچ برای حلقه‌چه‌های گرد در نظر گرفت، مانند یک میخ یک میله گرد برنجی یا یک پیز مشابه آن. با وجود این بهتر است یک مجموعه از اسپیندل‌های مخصوص با ضخامتهای متفاوت ساخته شود که انتهای هر یک از آن‌ها به صورت تخت سوهانکاری ساخته شود که انتهای هر یک از آن‌ها به صورت تخت سوهان‌کاری شده و در آن نگه‌دارنده‌ای برای مفتول در نظر گرفته شده‌است:
1. می‌توان یک شیار طولی سوهان‌کاری نمود که در آن انتهای مفتول به گیره دستی پیچی محکم می‌گردد.
2. می‌توان اسپیندل را سوراخ نمود.
3. یا شکافی در آن ایجاد کرد تا بتوان مفتول را در آن فرو برد.
4. اگر مقدار زیادی حلقه چه لازم باشد، می‌توان اسپیندل را جهت هدایت بهتر آن و یکنواخت بودن مفتولهای پیچیده شده در بالای یک چوب چرخاند. برای این منظور یک طرف از دو عدد زوار چوبی را به یکدیگر کرده و سپس با فشار کم در گیره می‌بندند. مفتول را ما بین هر دو زوار وارد کرده و در صورت لزوم فشار آن را تنظیم می‌کنند.

به طرز خیلی مؤثر می‌توان مقادیر زیادی از حلقه چه‌ها را به این صورت ساخت که میل مفتول پیچ را در ماشین دریل یا دستگاه تراش بسته و حلقه چه‌ها را بر روی میل در حال دوران پیچاند.
برای تنش‌زدایی حلقه‌چه‌های پیچیده شده آن‌ها را همراه با میل بازپخت کرده و مجدداً متبلور می‌نمائید.
اکنون بایستی مارپیچ حلقه‌چه‌ها را از میل جدا نمود. برای این منظور یک حدیده کشش را به‌طور معکوس یه گیره بسته، میل مفتول پیچ را در سوراخی مناسب فرو برده و در این حال مار پیچ حلقه جه‌ها در سمت لبه تیز حدیده کشش می‌نشیند. به کمک انبر کششی میل را از داخل سوراخ می‌کشند، در حالی که مار پیچ حلقه جه‌ها نگه داشته می‌شوند.